# Fins que la mort ens separi
Fins que la mort ens separi (títol original: A Thin Line Between Love and Hate) és una pel·lícula estatunidenca de 1996 de comèdia romàntica. Va ser dirigida, escrita i protagonitzada per Martin Lawrence. A més va comptar amb les actuacions de Lynn Whitfield, Regina King, Bobby Brown i Della Reese. Ha estat doblada al català. Va ser estrenada l'abril de 1996 i va recaptar més de 30 milions de dòlars en taquilla contra un pressupost de 8 milions. La pel·lícula va ser rodada a la ciutat de Los Angeles (Califòrnia).

## Argument
Darnell (Martin Lawrence) és l'administrador d'un club o centre nocturn anomenat "Chocolate City". Li agrada ser un playboy, xovinista i casanova per enamorar i ficar-se al llit amb quanta dona sigui del seu grat i no accepta una negació per resposta. Aspira a ser copropietari del club que administra. Ofereix privilegis de passi VIP en el seu club a les dones que sedueix. No obstant això, sent simpatia per una amiga de la seva infantesa anomenada Mia (Regina King) que treballa a la força aèria i està disgustada pel seu càndid comportament.
La mare (Della Reese) de Darnell també el renya constantment amb la frase que hi ha "una prima línia entre l'amor i l'odi" ("a thin line between love and hate").

## Repartiment
- Martin Lawrence: Darnell Wright/Narrador
- Lynn Whitfield: Brandi Web
- Regina King: Mia Williams
- Bobby Brown: Tee
- Della Reese: Dt. Wright
- Malinda Williams: Erica Wright
- Daryl Mitchell: Earl
- Roger I. Mosley: Smitty
- Simbi Khali: Adrienne
- Tangie Ambrose: Nikki
- Wendy Raquel Robinson: Gwen
- Stacii Jae Johnson: Peaches
- Miguel A. Núñez, Jr.: Reggie
- Faizon Love: Manny
- Michael Bell: Marvis